# 議院法制局
議院法制局（ぎいんほうせいきょく）とは、国会議員の法制に関する立案に資するため、国会法第131条に基づいて衆議院、参議院の各議院に附置される補佐機関である。衆議院に置かれるものは衆議院法制局、参議院に置かれるものは参議院法制局という。その組織に関することは、国会法及び議院法制局法に定められている。
議員の法制に関する立案を補佐する機関は、1947年（昭和22年）に国会の発足とともに設立が定められた各議院の法制部に遡る。翌1948年（昭和23年）、法制部は国会の立法機能を高めるために議院事務局と並列する組織である議院法制局に改められ、現在に至っている。議院法制局が各議院に別々に設置されているのは両議院が各々独立性を有するためであるが、近年、議員立法の強化、あるいは国会に所属する機構改革のために、両議院法制局を統合すべしとの意見がみられる。

## 所掌事務
議院法制局の所掌事務には、次のようなものがある。
- 議員立法の法案起草
- 法案の各議院における修正案の起草
- 議員からの法律問題に関する照会に対する回答
- 法制関係資料の収集、整理

また、衆議院法制局のみ、衆議院に導入された予備的調査制度に基づいて、議院の各委員会から命ぜられた法制に関する予備的調査を所掌事務としている。
国会における議院法制局は、内閣における法制局である内閣法制局と対になる組織であるが、その事務の実態は様々な相違がみられる。
立法についてみると、議院法制局は、各議員から持ち込まれた法律のアイデア（いわゆる議員立法の素案）を要綱から法案の形にまとめるところまですべて行っており、この点、内閣法制局は各府省庁から持ち込まれた半ば完成した法令案を審査するのみであるのと大きく異なる。
また、法律問題に対する意見事務も、内閣法制局の意見が内閣の法令解釈に決定的な影響力をもち、国会の議場における内閣法制局長官等の意見が政府の法律に関する意見を代弁するものとなるのと比べて、議院法制局の法制局長等の意見は、国会という機関を構成する個々の議員の参考に資するために法律専門職としてアドバイスをしたという以上の意味を持たない。
さらに職員人事においても、両者は対極的な運用を行っている。
内閣法制局において法令審査・法令解釈の中心を担う内閣法制局参事官は、全て各省庁に採用されたキャリア組事務官及び法務省に勤務する検事（裁判官からの出向者を含む）のうち課長級の者からの出向者により任用されており、内閣法制局独自の採用者は、主として参事官の補助業務や総務業務を担う若干名のノンキャリア組事務官のみである。
他方で、議院法制局職員は、内閣法制局において参事官が担う業務に近似する高度な法令運用業務に従事する者も含めて、基幹となるのは局独自の採用試験により任用された職員である。

## 組織

### 法制局長
法制局長は、法制局に置かれる職員のひとつで、議院法制局の長である。所属する議院の議長の監督の下に、法制局の事務を統理することを職務とする。
法制局長は、各議院の議長が議院の承認を得て任免する。ただし国会の閉会中に法制局長が辞任を申し出た時は、議長が辞任を許可することができるとされている。
法制局長の人選は、各議院法制局の内部からの昇進によっており、先任の法制局長が辞任すれば後述する法制次長が後任に任命される慣例である。また、法制局長の待遇は、内閣における内閣法制局長官とほぼ同等の待遇である。なお、議院法制局の長の称は「法制局長」であって、「法制局長官」と称する内閣法制局とは異なる。

### 組織
議院法制局の組織は、部及び課に分かれている。
各部課の分掌事務、各部の分課及び職員の配置は、法制局長が定めることができる。
組織構成は、衆議院は筆頭部である法制企画調整部と第一部から第五部の6部制、参議院は第一部から第五部の5部と総務課・調査課の2課を置く。また、各議院法制局とも、特命法制事項を扱わせるために部長級職の法制主幹を置いている。
衆議院法制局の法制企画調整部は4課から構成される。衆議院法制局と参議院法制局の第一部から第五部までは、2課制を採っている。
各部・課の担当する事務は両議院法制局においてそれぞれ異なるが、おおむね各課が各委員会の担当分野にあわせた事務を分担している。

### 参事その他の職員
議院法制局の参事その他の職員は、法制局長が議長の同意及び議院運営委員会の承認を得て任免する。
このうち参事は、法制局長の命を受けて法制局の事務を掌理するものとされている。
法制局長を助け局務を整理し、各部課の事務を監督する法制次長、重要な法律問題に関する事務を掌理する法制主幹、各部の部務を掌理する部長、各部の部長を助け部務を整理する副部長は、法制局長が議長の同意を得て参事の中から命ずる。いずれも行政の指定職に相当する待遇である。
また、各課の課長は法制局長が参事の中から命ずるとされている。
法の立法時の意図としては、参事は法律問題の専門職として、内閣法制局における参事官に相当するものとされていたが、内閣法制局参事官が定数24名の課長待遇職であるのに対して、議院法制局の参事は、現在では常勤の職員のすべてが任命される職名に過ぎなくなっている。ただ、人事管理上は、同じ参事であっても、採用時の種別によって、法律専門職として立案事務を行うものと、局の管理運営に関する一般事務を行うものに区別されている。